# محمد بن الفضل بن محمد بن إسحاق
محمد بن الفضل بن محمد بن إسحاق، محدث وحفيد ابن خزيمة.

## نسبه
هو أبو طاهر، ‌محمد ‌بن ‌الفضل ‌بن ‌محمد ‌بن ‌إسحاق بن خزيمة بن المغيرة السلمي النيسابوري، حفيد الإمام ابن خزيمة.
- قال الحاكم: حفيد إمام المسلمين أبي بكر محمد بن إسحاق بن خزيمة، كاتبوه للتزكية سنة خمس وأربعين وثلاثمائة.[3]

روى عن: جدّه أبي بكر وأبوي العباس السّرّاج والماسرجسي.
روى عنه: الحاكم، وأبو حفص بن مسرور، وأبو بكر محمد بن عبد الرحمن، ومحمد بن محمد بن يحيى، وأبو سعد أحمد بن إبراهيم المقرئ، وأبو بكر محمد بن الحسن بن علي المقرئ ، وأبو المُظَفَّر سَعِيد بن مَنصُور بن مِسْعَر القُشَيْرِيّ، وعبد الرَّحمن بن الحَسَن بن عَلِيَّك الرَّازِي، سعيد بن أبي سعيد أحمد بن محمد بن نعيم بن أشكاب أبو عثمان الصوف النيسابوري المعروف بالعيار، والشَّيْخُ أبو بَكْر أحْمَد بن مَنْصُور بن خَلَف المُقْرِئ بنَيْسَابُور ، أبو سعد محمد بن عبد الرحمن الكنجروذي.

## حياته
قال الحاكم: عقدت له المجلس للتحديث في شهر رمضان من سنة ثمان وستين وثلاثمائة، ودخلت بيت كتب جده وأخرجت له مائتين وخمسين جزءًا من سماعاته الصحيحة، وحُمِلَت إلى منزلي فخرَّجت له الفوائد في عشرة أجزاء، وقلت: دَعِ الأصول عندي صيانةً لها وحدِّث بالفوائد. فلما كان بعد سنين حمل تلك الأصول وفرّقها على الناس وذهبت، ومَدَّ يده إلى كتب غيره فقرأ منها.
وقال الحاكم: ثم إن أبا طاهر مرض وتغيّر بزوال العقل في ذي الحجة من سنة أربع وثمانين وثلاثمائة، فإني قصدته بعد ذلك غير مرة فوجدته لا يعقل، وكل من أخذ عنه بعد ذلك فلقلَّة مبالاته بالدين.
قال الحاكم: مرض في الآخر، وتغير بزوال عقله سنة أربع وثمانين، وعاش بعدها ثلاث سنين، قصدته فيها فوجدته لا يعقل.
قال الذهبي: ما عرفت أحدا سمع منه أيام عدم عقله.
وقال الذهبي أيضاً: ما أراهم سمعوا منه إلَّا في حال وعيه، فإنَّ من زال عقله كيف يمكن السماع منه، بخلاف من تَغَيِّرَ ونسيَ وانهرم.
وفي تحديد مدة اختلاطه تجوز فإن الحاكم قال مرض وتغير بزوال العقل في ذي الحجة سنة أربع وثمانين إلى أن قال وتوفي في جمادى الأولى سنة سبع وثمانين قال شيخنا في النكت على ابن الصلاح فعلى هذا يكون مدة اختلاطه سنتين ونصفاً ينقص أياماً.
قال ابن الكيال: اختلط قل موته بثلاث سنين وتجنب الناس حديثه والرواية عنه قاله صاحب الميزان وقال الحاكم مرض في الآخر وتغير بزوال عقله وذكره بن الصلاح فيهم وذكر عن البرذعي أنه قال اختلط في آخر عمره قال الذهبي في ميزانه ما عرفت أحدا سمع منه أيام عدم عقله وقال الحافظ العراقي فيما ذكره الأبناسي عنه أن الحاكم قد بين في تاريخ نيسابور مدة الاختلاط فقال أنه مرض وتغير بزوال العقل في ذي الحجة من سنة أربع وثمانين وثلاثمائة فإني قصدته بعد ذلك غير مرة فوجدته لا يعقل وكل من أخذ عنه بعد ذلك فلقلة مبالاته بالدين فيكون مدة اختلاطه سنتين وخمسة أشهر أو مع زيادة بعض أشهر وأما نقل صاحب الميزان عن الحاكم أنه عاش بعد تغيره ثلاث سنين فهو نقل غير محرر قال وما عرفت أحدا سمع منه أيام عدم عقله.

## وفاته
توفي في جمادى الأولى من سنة سبع وثمانين وثلاثمائة، ودفن في بيت جدّه بقربه.